# Referéndum de Cuba de 2022
El referéndum de Cuba de 2022 tuvo lugar el 25 de septiembre de 2022 para permitir que la población vote sobre un nuevo Código de las Familias que, entre otros aspectos, legalice el matrimonio igualitario, la adopción entre personas del mismo sexo y la gestación subrogada no comercial.
Originalmente incluido en el proyecto de nueva Constitución adoptado por referéndum en 2019, el nuevo código fue finalmente objeto de una votación separada debido al rechazo de esta extensión del matrimonio y la adopción a las parejas homosexuales, ya que el gobierno temía que este rechazo afectara la votación de su proyecto constitucional, posteriormente adoptado por una gran mayoría de votantes. El nuevo Código de las Familias fue finalmente aprobado por el 66,87% de los votos y promulgado al día siguiente del referéndum, entrando en vigor el 27 de septiembre al ser publicado en la Gaceta Oficial.

## Antecedentes

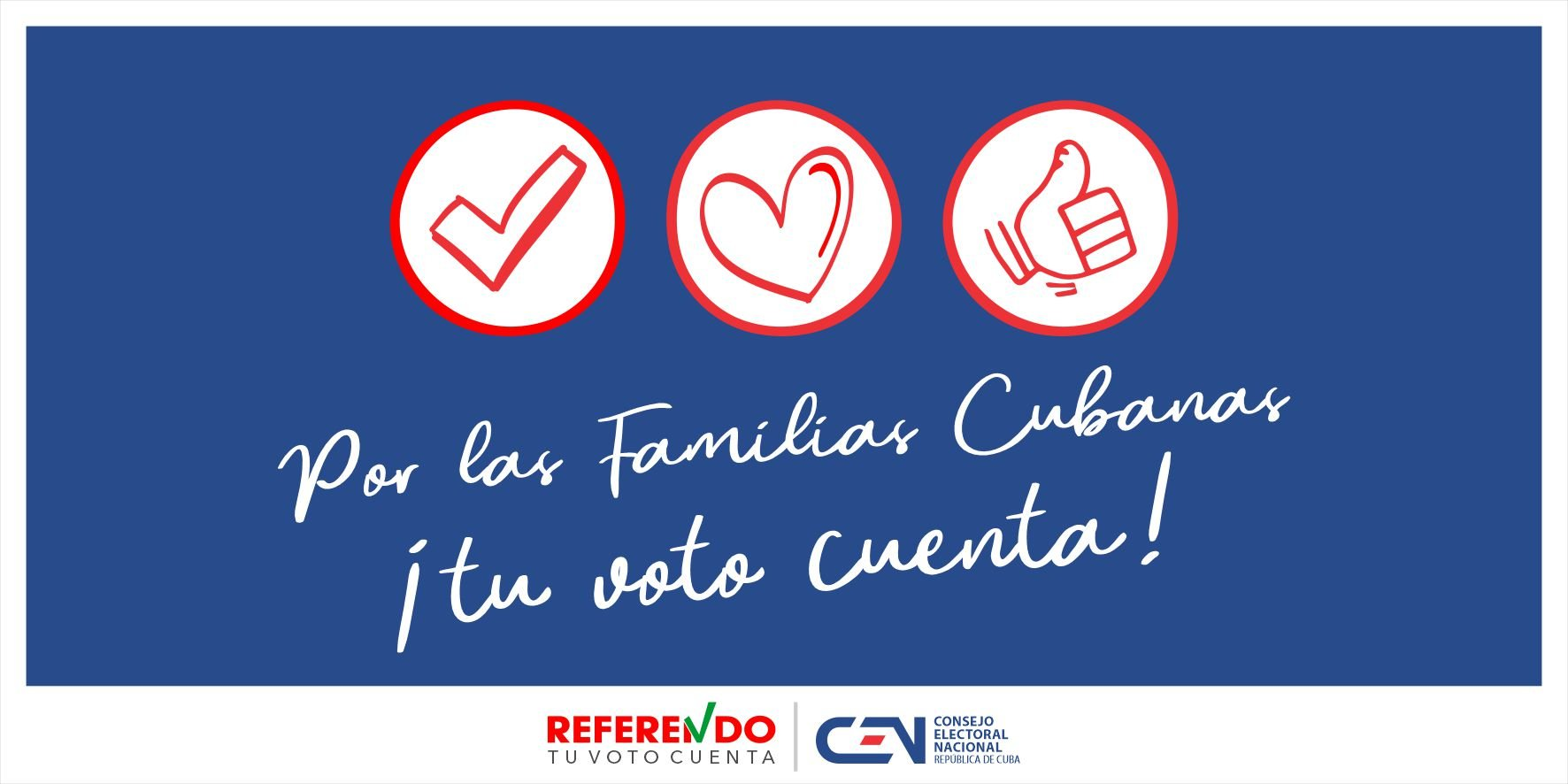
Logotipo del referéndum.

El artículo 36 de la Constitución de 1976 definió el matrimonio como "la unión voluntaria establecida entre un hombre y una mujer". Esta redacción prohibía constitucionalmente el matrimonio entre personas del mismo sexo.
En diciembre de 2017, los grupos LGBTI lanzaron una campaña pública para derogar la prohibición constitucional. El 4 de mayo de 2018, Mariela Castro dijo que propondría una reforma a la Constitución y una medida complementaria para legalizar el matrimonio entre personas del mismo sexo, ya que se esperaba que el proceso de reforma constitucional comenzara en julio de 2018. El 21 de julio, el secretario del Consejo de Estado, Homero Acosta Álvarez, dijo que el proyecto de constitución incluía una disposición que definía el matrimonio como una "unión entre dos personas". La Asamblea Nacional aprobó el proyecto el 22 de julio. Fue objeto de consulta pública entre el 13 de agosto y el 15 de noviembre de 2018.
El tema del matrimonio entre personas del mismo sexo resultó en debates públicos y organización en Cuba. En junio de 2018, cinco denominaciones cristianas declararon el matrimonio entre personas del mismo sexo "contrario al espíritu de la revolución comunista". En lo que se describió como "una guerra de pósteres", tanto los opositores como los partidarios del matrimonio entre personas del mismo sexo desplegaron cientos de carteles por La Habana. En septiembre de 2018, tras la oposición conservadora a la propuesta de legalizar el matrimonio entre personas del mismo sexo, el presidente Miguel Díaz-Canel anunció su apoyo al matrimonio entre personas del mismo sexo en su primera entrevista desde que asumió el cargo en abril, y dijo a Telesur que apoya "el matrimonio entre personas sin ningún tipo de restricciones", y se muestra partidario de "eliminar cualquier tipo de discriminación en la sociedad".
El 18 de diciembre, la comisión constitucional eliminó la definición de matrimonio del proyecto. En cambio, la comisión optó por utilizar un lenguaje neutral y definir el matrimonio como una "institución social y legal" sin referencia al género de las partes. Esto significaba que la nueva constitución no legalizaría el matrimonio entre personas del mismo sexo, pero al mismo tiempo se derogaría la prohibición del matrimonio entre personas del mismo sexo. Mariela Castro dijo que el matrimonio entre personas del mismo sexo sería legalizado a través de un cambio en el Código de Familia. Escribiendo en el Havana Times, el comentarista y activista de derechos humanos Luis Rondón Paz argumentó que el gobierno nunca tuvo la intención de legalizar el matrimonio entre personas del mismo sexo y, en cambio, buscaba desviar la atención de otros asuntos internos y promocionarse internacionalmente como un estado progresista.
La nueva constitución fue aprobada en referéndum por el 90,6% el 24 de febrero de 2019 y entró en vigor el 10 de abril del mismo año. El artículo 82 dice lo siguiente:

El matrimonio es una institución social y jurídica. Es una de las formas de organización de las familias. Se funda en el libre consentimiento y en la igualdad de derechos, obligaciones y capacidad legal de los cónyuges. La ley determina la forma en que se constituye y sus efectos.

## Preparativos

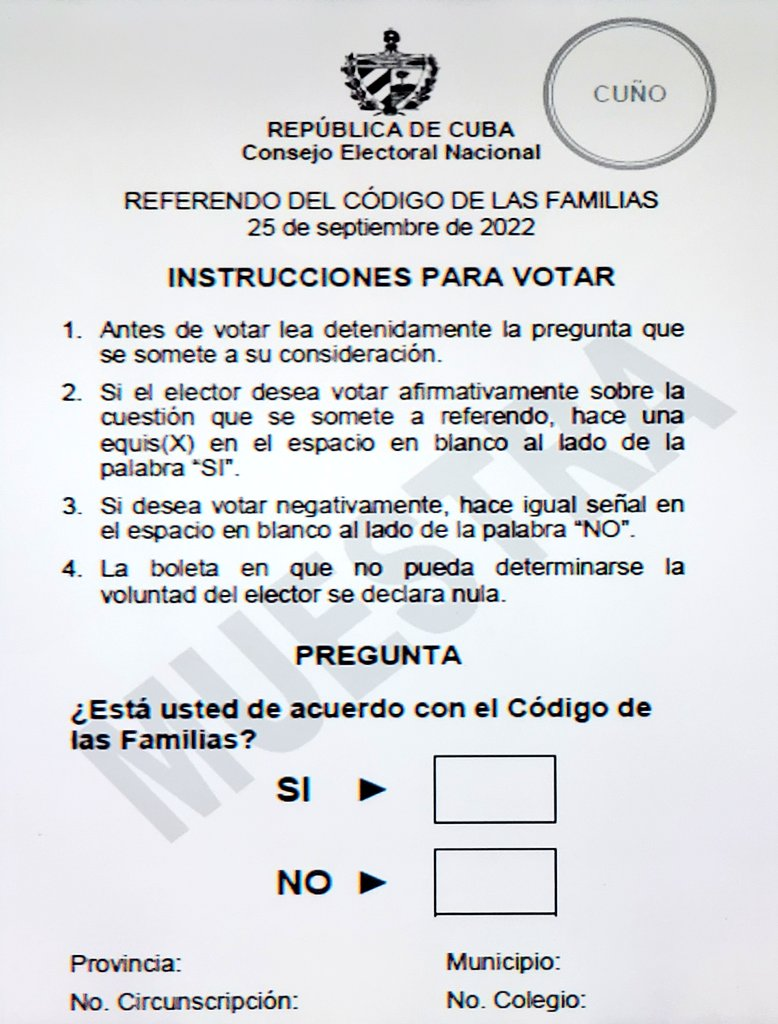
Facsímil de la papeleta utilizada en el referéndum.

El 15 de septiembre de 2021 el gobierno cubano hizo público el borrador del nuevo Código de las Familias, cuyo contenido prevé la legalización del matrimonio entre personas del mismo sexo. Así pues, el matrimonio se define en el artículo 61 como "la unión consensuada entre dos personas" sin especificar el sexo de los novios, y ya no como la unión de un hombre y una mujer. Del mismo modo, los padres ya no se definen por su sexo, ya que los artículos 30 y 31 permiten la adopción homoparental y otorgan explícitamente el derecho a la paternidad a las parejas que utilizan las diversas formas de procreación médicamente asistida. Muy esperado, el nuevo código es bien recibido por las asociaciones de derechos LGBTI, que sin embargo siguen siendo cautelosas sobre el éxito del procedimiento. Paralelamente, el 30 de diciembre de 2021 se creó una comisión especial encargada de la organización del referéndum, encabezada por el diplomático Antonio Machín.
Sometido a un período de consulta popular a partir del 15 de febrero de 2022, el proyecto es criticado por algunos activistas LGBTI que consideran que un derecho fundamental no debe ser sometido a referéndum. El gobierno se defiende declarando que quiere trabajar para que tal cambio sea aceptado en lugar de imponerlo por la fuerza. El proceso del referéndum también se produce en el contexto de una ola de legalización del matrimonio entre personas del mismo sexo en el resto de América Latina, lo que se suma a la frustración de los miembros de la comunidad LGBTI de Cuba que enfrentan el ritmo lento del proceso en su país en comparación con su vecindario inmediato.
Además de estas cuestiones relacionadas con la homosexualidad, el nuevo Código de Familia introduce varios avances, entre ellos una mayor protección de los niños y adolescentes, la corresponsabilidad de los padres en su educación y la estricta igualdad de derechos entre hombres y mujeres. El Código también garantiza a los menores el derecho a no ser objeto de exclusión, violencia o falta de cuidado parental.
El 6 de junio fue presentada la versión número 25 del proyecto de Código de las Familias, en el cual se contenían los resultados finales del proceso de consulta popular y que modificaron el 48,73% de los artículos. El 22 de julio se anunció que el referéndum se celebrará el 25 de septiembre, mientras que el 28 de julio el Consejo Electoral Nacional presentó el cronograma y la papeleta que se utilizará en la votación.

## Encuestas
| Encuestadora                                      | Fecha de muestreo                  | Muestra (propuestas) | Sí         | No                                 | NS/NC   | Margen |       |   |   |   |
| ------------------------------------------------- | ---------------------------------- | -------------------- | ---------- | ---------------------------------- | ------- | ------ | ----- | - | - | - |
| Encuestadora                                      | Fecha de muestreo                  | Muestra (propuestas) | Granma/PCC | 1 de febrero - 30 de abril de 2022 | 434,860 | Margen | 61.96 | – | – | – |
| Granma/PCC                                        | 1 de febrero - 20 de marzo de 2022 | ~225,000             | 54         | –                                  | –       | –      |       |   |   |   |
| Se publica el borrador del Código de las Familias |                                    |                      |            |                                    |         |        |       |   |   |   |
| Apretaste                                         | Julio de 2019                      | 390                  | 63.1       | 36.9                               | –       | 26.2   |       |   |   |   |

## Resultados
| Opción                              | Votos     | Porcentaje |
| ----------------------------------- | --------- | ---------- |
| Sí                                  | 3 950 288 | 66,85%     |
| No                                  | 1 959 097 | 33,15%     |
| Votos válidos                       | 5 909 385 | 94,26%     |
| Votos totales                       | 6 269 427 |            |
| Votantes registrados/Participación  | 8 457 978 | 74,12%     |
| Fuente: Consejo Electoral Nacional. |           |            |

## Reacciones
El referéndum presentó un menor grado de participación en comparación a votaciones anteriores en el país, con una abstención que alcanzó el 25,78%. Respecto al voto negativo, el presidente Miguel Díaz-Canel afirmó en una rueda de prensa que se trataría de un "voto castigo". A pesar de esto, el porcentaje de participación fue uno de los más altos en un referéndum de este tipo de los que se han realizado en el mundo hasta esa fecha, además, el con mayor porcentaje de apoyo a la opción a favor del matrimonio entre personas del mismo sexo.
Tras la aprobación del Código de las Familias en el referéndum, al día siguiente —26 de septiembre— el presidente Miguel Díaz-Canel promulgó el texto y este fue publicado en la Gaceta Oficial de la República de Cuba el 27 del mismo mes, fecha en que entró en vigencia.